# Manesse Verlag
Der Manesse Verlag ist ein deutscher Verlag für klassische Literatur, der 1944 in Zürich gegründet wurde und heute zur Penguin Random House Verlagsgruppe mit Sitz in München gehört. Der Verlag ist vor allem für seine Bibliothek der Weltliteratur bekannt, veröffentlicht heute aber auch Erst- und Neuübersetzungen klassischer Werke außerhalb dieser Reihe. Manesse wird von Horst Lauinger geleitet.

## Geschichte
Walther Meier gründete den Manesse Verlag 1944 in Zürich. Bereits zwei Jahre zuvor war er an das Druckhaus Conzett & Huber herangetreten, um seine Idee einer „weltliterarischen Bibliothek“ für klassische Literatur zu diskutieren. Für die Bezeichnung des Verlags orientierte man sich am Codex Manesse.
Die umfangreichste Reihe, nämlich die Bibliothek der Weltliteratur, in der bis 2017 knapp 700 Titel vorgelegt wurden, startete der Manesse Verlag 1944 mit drei Büchern: Goethe im Gespräch (herausgegeben von Eduard Korrodi), Moby Dick von Herman Melville (in Übersetzung von Fritz Güttinger) und Fürst Serebriany von Alexej K. Tolstoi.
Mitte der 1950er Jahre erschien mit dem Titel Deutsche Lyrik des Mittelalters von Max Wehrli der 100. Band der Manesse Bibliothek der Weltliteratur,
1963 als 200. Band Dante Alighieris Die göttliche Komödie (übersetzt von Ida und Walther von Wartburg, kommentiert von Walther von Wartburg, mit 48 Illustrationen von Gustave Doré),
1976 als 300. Band Fabeln aus drei Jahrtausenden (Auswahl und Nachwort von Reinhard Dithmar, mit 23 Holzschnitten, davon 16 koloriert),
1996 mit Deutsche Liebesdichtung aus acht Jahrhunderten (herausgegeben und mit einem Nachwort von Friedhelm Kemp) der 500. Band und 2004 mit Henry Fieldings Tom Jones der 600. Band.
Viele Bände dieser Reihe, die im Übrigen keine Zählung aufweist, wurden mit Illustrationen versehen.
2017 wurde die Reihe bei gleichbleibendem Format in merklich geänderter Ausstattung weitergeführt (s. u.), in diesem Jahr erschien Tania Blixens Jenseits von Afrika als Band 700.
Von 1984 bis 1997 erschien die historische Reihe Manesse Bibliothek der Weltgeschichte (in etwas größerem Format, dennoch Kleinoktav), von 1987 bis 2008 die Manesse Bücherei, in deren schmalen Pappbändchen kürzere Texte veröffentlicht wurden (1996 waren es 58 Ausgaben; die folgenden trugen keine Nummern auf dem Umschlag mehr).
Nachdem Walther Meier bereits Anfang der 1970er Jahre die Leitung des Verlags an Federico Hindermann übergeben hatte, trennte sich 1983 Conzett & Huber vollständig von Manesse. Der Verlag wurde ein selbständiges Unternehmen und von der Deutschen Verlags-Anstalt übernommen.
Nach der Jahrtausendwende folgte Horst Lauinger auf Anne Marie Wells als Leiter des Verlags. Im September 2005 wurde bekannt, dass die Verlagsgruppe Random House die Buchverlage der Frankfurter Allgemeinen Zeitung übernehmen wollte, wozu neben Manesse auch die DVA und der Kösel-Verlag zählten. Der Kaufpreis lag nach Medienberichten im unteren zweistelligen Millionenbereich. Von Beobachtern wurde die Transaktion als „Spätfolge der Zeitungskrise“ eingestuft, Verleger konkurrierender Unternehmen warnten vor einer weiteren Konzentration der Branche. Man befürchtete insbesondere, die Vielfalt des deutschen Buchmarkts würde gefährdet. Die Verlagsgruppe Random House übernahm sämtliche Anteile an der Manesse Verlag GmbH und war damit alleinige Gesellschafterin. Manesse ist heute ein programmatisch und verlegerisch eigenständiger Verlag des Unternehmens, die entsprechende Gesellschaft wurde aus dem Handelsregister gelöscht.

## Programm und Ausstattung

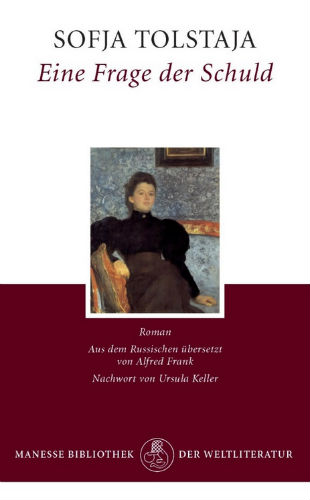
„Eine Frage der Schuld“ (2008)

Der Manesse Verlag gilt als Klassikerverlag, der vor allem Neu- und Erstübersetzungen veröffentlicht. Im Verlag erschienen Werke von Autoren wie zum Beispiel Jane Austen, Herman Bang, Tania Blixen, Elizabeth Gaskell, Eduard von Keyserling, Joaquim Maria Machado de Assis, Nezāmi, Italo Svevo, Dante Alighieri und Tanizaki Jun’ichirō.
Abgesehen von der Manesse-Bücherei (von 1987 bis 2008 als schmale Pappbände im illustrierten Schutzumschlag gestaltet) und der Bibliothek der Weltgeschichte erschienen in der primären Reihe Bibliothek der Weltliteratur von 1944 bis 2017 knapp 700 Bände im Kleinoktav-Format, von denen zahlreiche Neuauflagen erfuhren.
Das Angebot war ausgewogen zwischen deutschsprachiger Literatur und Weltliteratur, wodurch viele hierzulande kaum beachtete Autoren an Bekanntheit gewannen. Zu Romanen gesellten sich Sammelbände einzelner Autoren (Meisternovellen, Meistererzählungen) sowie seit 1976 Anthologien zu ausgewählten Themen (Fabeln, Anekdoten, Gedichte, Weihnachten, Kinder, Tiere, Inseln, Träume, Schiffe, Engel, Gärten u. a.). Grundlegende Texte wie die Edda, Legenda Aurea oder Apokryphen wurden zumeist in Auszügen veröffentlicht; die Zusammenstellung der Worte des Herrn (1948) wurden als Worte Jesu nach der jüngsten Züricher Bearbeitung 2007 neu herausgegeben (2009).
Stark vertreten waren länderspezifische Textsammlungen wie Deutsche Erzähler des 20. Jahrhunderts (1994, 2 Bde., hrsg. von Marcel Reich-Ranicki).
Größere Bekanntheit erreichte der Verlag 2001 mit Eine Bluttat, ein Betrug und ein Bund fürs Leben von Mark Twain. Die Erzählung wurde in einer Übersetzung von Frank Heibert und einem Nachwort von Georg Klein zeitgleich mit dem amerikanischen Original veröffentlicht. Zu den bekannteren Werken des Verlags zählen außerdem Sofja Andrejewna Tolstajas Eine Frage der Schuld und 101 Nacht.
Zum 40., 50. und 60. Verlagsjubiläum wurde jeweils ein Almanach mit ausgewählten Texten und Bibliographie in derselben Ausstattung wie die übrigen Bände herausgegeben (s. u.); zum 70. Verlagsjubiläum wurde ein Chronologisches Verzeichnis aller erschienenen Bücher 1944–2014 verfasst, das alle Reihen berücksichtigt (2014, nur als Datei, s. u.).
Einigen umfangreicheren Texten von Autoren wie Hugo, Dostojewski, Nietzsche, Knigge, Sterne gestattete man ein größeres Format (bez. als Corona-Reihe, die der Größe der Bibliothek der Weltgeschichte entsprach), das immer noch handlicher als übliche Buchhandelsausgaben ausfiel.
Lange Zeit war neben dem Leinenband noch eine in Leder gebundene Ausgabe mit Kopfgoldschnitt fester Bestandteil des Angebots, das über Jahre aufrechterhalten wurde.
Bis 2016 (z. T. noch 2017) wurden alle Bände der Bibliothek der Weltliteratur und der Bibliothek der Weltgeschichte (letztere ausschließlich im größeren 'Corona'-Format) auf Dünndruckpapier produziert, fadengeheftet, in Leinen gebunden und zumeist mit einem Leseband versehen. Der Name des Autors sowie der Buchtitel wurden üblicherweise in Gold auf den Buchrücken geprägt. (Bis in die 1990er-Jahre hinein erschienen einige Bände zudem in safrangegilbtem Buchschnitt.) Jeder Band enthält ein Nachwort eines zeitgenössischen Autors, Literaturkritikers oder Literaturwissenschaftlers. Die primäre Reihe Bibliothek der Weltliteratur wurde zum Jahr 2017 einer massiven Veränderung in der optischen Erscheinung unterzogen. Der letzte Band in der gewohnt gediegenen, hochwertigen Ausstattung (Gewebe-Einband mit zweifarbigem Umschlag und vorderseitig platziertem Bild) war Fürstinnen von Eduard von Keyserling (2017). Noch im selben Jahr erschien Wein und Haschisch von Baudelaire in anderer Ausstattung; bei diesem und den folgenden Bänden wurde die konservative Einheitlichkeit der Reihe zugunsten individueller Gestaltung aufgegeben. Die parallel angebotenen Lederausgaben entfielen schon etwas früher – spätestens seit 2008 wurde nicht mehr jeder Band in Leder angeboten; 2009 sind keine ISBN für Lederbände mehr in den gedruckten Programmen aufgeführt.